# One Piece (temporada 4)
La quarta temporada de One Piece va ser produïda per Toei Animation i dirigida per Kōnosuke Uda. Els primers 17 episodis segueixen a Nefertari Vivi i els Pirates del Barret de Palla quan arriben a Alabasta i intenten evitar l'esclat d'una guerra civil. A la resta d'episodis, els protagonistes lluitaran de derrotar a la Banda Baroque, mentre que en Nico Robin s'unirà a l'equip. La temporada adapta del 18è al 24è volum del manga d'Eiichiro Oda del mateix nom i va ser titulada Alabasta.
Al Japó, la sèrie es va emetre a la cadena Fuji Television des del 16 de desembre de 2001 fins al 27 d'octubre de 2002.

## Episodis
| # | Nº en la temporada | Títol en català | Data d'estrena al Japó | Data d'estrena a Catalunya |
| --- | ------------------ | --- | ---------------------- | -------------------------- |
| 93 | 1                  | L'arribada al país de la sorra! La pols que porta pluja i rebel·lions Iza sabaku no kuni e! Ame o yobu kona to hanran gun (いざ砂漠の国へ！雨を呼ぶ粉と反乱軍)   | 16 de desembre de 2001 | 12 de juliol de 2006       |
| En Ruffy se separa de la resta de la tripulació, després d'arribar a Alabasta, el país de la Vivi, perquè vol anar a trobar un restaurant i va a parar a la ciutat de Nanohana, on va troba una casa enmig del desert. Allà hi veu uns sacs on a dintre hi ha una pols, la pols de dansa. Aquesta pols fa fer pluja. |                    | |                        |                            |
| 94 | 2                  | Els bons es tornen a trobar! L'Ace, puny de foc! Gōketsu tachi no saikai! Yatsu no na wa hiken no Ēsu (豪傑達の再会！奴の名は火拳のエース)                       | 23 de desembre de 2001 | 13 de juliol de 2006       |
| Mentre en Ruffy torna de Nanohana, els Pirates del Barret de Palla troben el Capità Smoker i la mestra Tashigi. Un poderós pirata anomenat Portgas D. Ace apareix i els salva d'aquests dos amb el poder de la seva Fruita del Diable, Mera Mera no Mi, i diu que és el germà gran d'en Ruffy. |                    | |                        |                            |
| 95 | 3                  | Els germans Ace i Ruffy Ēsu to Rufi! Atsuki omoi to kyōdai no kizuna (エースとルフィ！熱き想いと兄弟の絆)                                                        | 6 de gener de 2002     | 14 de juliol de 2006       |
| L'Ace es baralla amb l'Smoker mentre que els Pirates del Barret de Palla se'n van cap al seu vaixell, menys en Ruffy que se'n va cap a un altre carreró que els altres, ja que és un desorientat. En Ruffy es reuneix amb el seu germà, que el porta cap al Going Merry. De camí cap a aquest, es troben uns agents de la Banda Baroque, lluiten i guanyen. Quan tots estan al vaixell veuen uns vaixells de la Banda Baroque i l'Ace demostra les seves habilitats derrotant-los. |                    | |                        |                            |
| 96 | 4                  | Erumalu, la ciutat verda, i els Dugongs Midori no machi no Erumaru to Kun Fū jugon! (緑の町のエルマルとクンフージュゴン！)                                       | 13 de gener de 2002    | 17 de juliol de 2006       |
| L'Ace decideix viatjar amb els Pirates del Barret de Palla, perquè busca a un home conegut pel nom de Barbanegra. El grup arriba per primera vegada a Erumalu, la ciutat verda. La Vivi i la Nami expliquen què és la Pols de Dansa i el que ha fet a Alabasta. |                    | |                        |                            |
| 97 | 5                  | Aventura al país de la sorra, el mal que plana sobre el desert Suna no kuni no bōken! Ennetsu no daichi ni sumu mamono (砂の国の冒険！炎熱の大地に棲む魔物)      | 20 de gener de 2002    | 18 de juliol de 2006       |
| Després de deixar la ciutat d'Erumalu, els Pirates del Barret de Palla més el germà d'en Ruffy, l'Ace continuen el seu camí pel desert, enfrontant-se a molts perills. |                    | |                        |                            |
| 98 | 6                  | Els pirates del desert Sabaku no kaizoku dan tōjō! Jiyū ni ikiru otoko tachi (砂漠の海賊団登場！自由に生きる男達)                                                | 27 de gener de 2002    | 19 de juliol de 2006       |
| La Nami i la Vivi troben una manera més fàcil de viatjar en el desert, ja que han trobat un camell anomenat Matsuge i deixen tots els homes al darrere. L'Ace es perd. En Ruffy i la resta de la colla troben els Pirates del Desert, i la Vivi es troba amb un personatge del seu passat. |                    | |                        |                            |
| 99 | 7                  | Kamyu, el cor d'un guerrer o l'orgull d'un mentider Nise mono no iji! Kokoro no hanran gun Kamyu (ニセモノの意地！心の反乱軍カミュ)                              | 3 de febrer de 2002    | 20 de juliol de 2006       |
| L'Ace i els Pirates del Barret de Palla es tornen a trobar, l'Ace els diu que ha estat en un poble on hi ha uns homes que es fan passar per l'Exèrcit Rebel. Després d'assabentar-se d'aquest fet hi van i el capità d'aquesta banda d'aquests mentiders, en Kamyu té el valor de plantar cara als Pirates per quedar bé amb el poble enganyat. |                    | |                        |                            |
| 100 | 8                  | Koza, el guerrer de l'exèrcit rebel, i la seva promesa la Vivi Kanran gun senshi Kohza! Bibi ni chikatta yume! (反乱軍戦士コーザ！ビビに誓った夢！)              | 10 de febrer de 2002   | 21 de juliol de 2006       |
| Els Pirates del Barret de Palla, juntament amb l'Ace continuen el seu viatge en el desert d'Alabasta. La tripulació es baralla amb un escorpí gegant del desert, que acaba sent el dinar dels Pirates. Mentre dinen la Vivi li explica a la Nami el seu passat i la seva amistat amb en Kohza. Van formar la Companyia Sun Sun, i la van protegir d'uns homes dolents que volien segrestar a la Vivi. Després en Nefertari Cobra, el rei d'Alabasta els va donar una missió, anar a Yuba i fer-hi una gran ciutat. En Kohza actualment és el capità de l'Exèrcit Rebel. |                    | |                        |                            |
| 101 | 9                  | El duel de l'Ace contra l'Escorpí Kagerō no kettō! Ēsu vs. otoko Sukōpion (陽炎の決闘！エースＶＳ男スコーピオン)                                                 | 17 de febrer de 2002   | 24 de juliol de 2006       |
| L'Ace és caçat per un caçador de recompenses anomenat Escorpí. Ells dos lluiten i al final l'Escorpí es fa enrere per estar amb els seus dos fills. L'Ace s'assabenta que en Barbanegra no està a Alabasta, després de tot. Ell deixa el grup per continuar buscant a aquest. Li dona a en Ruffy un misteriós paper, la Targeta de Vida explicant que amb aquest paper els permetrà tornar-se a trobar. |                    | |                        |                            |
| 102 | 10                 | Perduts a les ruïnes, la Vivi, l'amistat i un model de país nou Iseki to maigo! Bibi to nakama to kuni no katachi (遺跡と迷子！ビビと仲間と国のかたち)           | 24 de febrer de 2002   | 25 de juliol de 2006       |
| En Zoro, en Chopper i en Ruffy es perden a unes ruïnes, ja que en Ruffy comença a córrer perquè té gana i els altres dos el van a buscar. A les ruïnes hi troben uns dibuixos estranys, però no hi fan cas i gràcies a en Ruffy surten d'allà. |                    | |                        |                            |
| 103 | 11                 | Renió d'oficials al Café de les Aranyes a les 8 Supaidāsu Kafe ni hachiji teki kanbu shūgō (スパイダースカフェに８時敵幹部集合)                                  | 3 de març de 2002      | 26 de juliol de 2006       |
| El pla de la Banda Baroque comença a fer efecte, i per això, els agents més importants de la banda es reuneixen en un bar per complir les missions d'en Mr. 0 (Crocodile). Mentrestant, la tripulació arriben a Yuba. Allà hi troben un home gran, el pare d'en Kohza, el senyor Toto i els diu que l'Exèrcit Rebel ha marxat de Yuba i van dirigits cap a Katorea. |                    | |                        |                            |
| 104 | 12                 | En Ruffy contra la Vivi, la promesa de companys de tripulació Rufi vs. Bibi! Nakama ni kakeru namida no chikai (ルフィＶＳビビ！仲間に賭ける涙の誓い)            | 10 de març de 2002     | 27 de juliol de 2006       |
| Els agents més importants de la Banda Baroque coneixen a en Mr. 0. Aquest els diu l'última missió que han de fer. La Vivi i en Ruffy no estan d'acord en com aturar l'Exèrcit Rebel ni la Banda Baroque, donant lloc a una gran baralla. |                    | |                        |                            |
| 105 | 13                 | La guerra d'Alabasta. La ciutat dels somnis i la base pluvial Arabasuta sensen! Yume no machi Reinbēsu (アラバスタ戦線！夢の町レインベース)                      | 17 de març de 2002     | 28 de juliol de 2006       |
| La tripulació arriba a la Base Fluvial per enderrocar a en Crocodile i la Banda Baroque, però els Barret de Palla topen amb l'Smoker i la Tashigi. |                    | |                        |                            |
| 106 | 14                 | La trampa del Casino Pluja Zettaizetsumei no wana! Rein Dinēsu totsunyū (絶体絶命の罠！レインディナーズ突入)                                                     | 24 de març de 2002     | 31 de juliol de 2006       |
| En Ruffy, en Zoro, la Nami, l'Usopp i l'Smoker cauen a la trampa d'en Crocodile. La Vivi es reuneix amb el seu tutor, en Pell, però és capturat per la Miss Diumenge. En Crocodile revela el seu poder de la Fruita Suna Suna no Mi. La Miss Tot Diumenge també mostra els seus poders de la Fruita Hana Hana no Mi, perquè lluita amb en Pell. |                    | |                        |                            |
| 107 | 15                 | Comencen l'Operació Utopia i la rebel·lió Yūtopia sakusen hatsudō! Ugokidashi ta hanran (ユートピア作戦発動！動き出した反乱)                                     | 14 d'abril de 2002     | 1 d'agost de 2006          |
| El pla de la Banda Baroque per fer-se càrrec d'Alabasta es posa en marxa (Operació Utopia). El rei és segrestat i acusat d'un delicte. En Mr. 2 Bon Kure es disfressa de rei i es comporta molt malament davant de la gent. Els falsos soldats disparen a en Kohza i aquest s'enfada i li diu a tot l'Exèrcit Rebel que han d'anar a lluitar contra el rei. |                    | |                        |                            |
| 108 | 16                 | El perillós cocodril banana i el príncep blau Kyōfu no Bananawani to Misutā Purinsu (恐怖のバナナワニとミスタープリンス)                                         | 21 d'abril de 2002     | 2 d'agost de 2006          |
| La Vivi arriba a l'habitació on estan atrapats els seus companys. En Crocodile llença la clau de la gàbia al llac que tenen just a sota, on hi ha els Cocodrils Banana. En Crocodile entra en contacte amb el Príncep Blau. En Crocodile ja n'està fart del Príncep Blau, així que se'n va a buscar-lo. A fora, hi troba molts homes morts a terra i en Mr. 0 encara s'enfada més, i decideix anar-lo a buscar a la ciutat. |                    | |                        |                            |
| 109 | 17                 | La clau per a l'escapada i la pilota Doru-Doru Gyakuten dai dasshutsu e no kagi! Doru Doru Bōru! (逆転大脱出への鍵！ドルドルボール！)                            | 28 d'abril de 2002     | 3 d'agost de 2006          |
| En Chopper distreu a en Crocodile mentre que en Sanji allibera la resta de la tripulació, però es troben atrapats una vegada més. Quan s'escapen l'Smoker veu que en Ruffy és bon noi després que li digués a en Zoro que el salvés. |                    | |                        |                            |
| 110 | 18                 | En Ruffy contra en Crocodile, la batalla sense compassió Jou muyō no shitō! Rufi vs Kurokodairu (情無用の死闘！ルフィVSクロコダイル)                             | 5 de maig de 2002      | 4 d'agost de 2006          |
| Després d'escapar-se del Casino Pluja, els Pirates del Barret de Palla i la Vivi creuen el desert d'Alubarna, on la batalla final es durà a terme. En Crocodile, però, aconsegueix atrapar la Vivi amb el seu ganxo, però en Ruffy es canvia de lloc i comença la primera ronda de la batalla entre els dos. En Crocodile fa un remolí que l'envia a l'oasi de Yuba i en Ruffy li diu que l'aturi perquè se'n recorda que el senyor Toto hi està cavant perquè vol trobar aigua. En Crocodile travessa a en Ruffy amb el ganxo i li diu que ja no té més temps per lluitar amb ell, i se'n va deixant a en Ruffy allà, mal ferit.                                                                            |                    | |                        |                            |
| 111 | 19                 | Cursa per un miracle i els animals d'Alabasta Kiseki e no shissō! Arabasuta doubutsu rando (奇跡への疾走！アラバスタ動物ランド)                                  | 12 de maig de 2002     | 7 d'agost de 2006          |
| La sorra del desert engoleix a en Ruffy, que està mal ferit i no es pot moure, però és ajudat per la misteriosa Miss Diumenge. La resta dels Barret de Palla arriben a la ciutat d'Alubarna. |                    | |                        |                            |
| 112 | 20                 | Batalla decisiva a Alubarna, l'exèrcit rebel contra l'exèrcit del rei Hanran gun vs kokuō gun! Kessen wa Arubāna! (反乱軍ＶＳ国王軍！決戦はアルバーナ！)         | 19 de maig de 2002     | 8 d'agost de 2006          |
| L'Exèrcit Rebel està a punt d'arribar al palau del rei. Els de l'equip tenen un pla que podria aturar la batalla. La Vivi es posa enmig dels cavalls de l'Exèrcit Rebel i crida, però en Kohza no la sent i l'atropellen. |                    | |                        |                            |
| 113 | 21                 | La lluita heroica d'en Calu per la trista Alubarna Nageki no Arubāna! Gekitō Karū taichō! (嘆きのアルバーナ！激闘カルー隊長！)                                   | 2 de juny de 2002      | 9 d'agost de 2006          |
| La Vivi se sent trista perquè sap que els seus intents per aturar l'Exèrcit Rebel han sigut inútils. És atacada per en Mr. 2 Bon Kure, un dels agents més importants de la Banda Baroque, però aconsegueix escapar-se d'ell. Mentrestant, la batalla de l'Usopp i en Chopper contra en Mr. 4 i la Miss Bon Nadal comença. |                    | |                        |                            |
| 114 | 22                 | Duel al Mont Talp, la injúria al somni de la tripulació Nakama no yume ni chikau! Kettō mogura tsuka 4 ban gai (仲間の夢に誓う！決闘モグラ塚４番街)              | 9 de juny de 2002      | 10 d'agost de 2006         |
| Les coses semblen sense esperança per l'Usopp i en Chopper, ja que continuen sent víctimes de qualsevol atac que en Mr. 4 fa. No obstant això, les marees poden estar començant al seu torn, ja que l'Usopp s'assabenta del que realment significa ser un home. Llavors la Miss Bon Nadal afirma que en Ruffy ha mort. Al final en Chopper i l'Usopp troben el punt feble de la parella de la Banda Baroque. |                    | |                        |                            |
| 115 | 23                 | El gran muntatge d'en Mr. 2, Bonkure Hon nichidai kōkai! Mane Mane Montāju! (本日大公開！マネマネモンタージュ！)                                                 | 16 de juny de 2002     | 11 d'agost de 2006         |
| Severament colpejat i masegat, l'Usopp i en Chopper finalment derroten en Mr. 4 i la Miss Bon Nadal. No obstant això, en Mr. 2 Bon Kure descobreix la debilitat d'en Sanji, convertint-se amb la Nami. |                    | |                        |                            |
| 116 | 24                 | L'art del ballet i de la boxa, lluita contra un amic Nami ni henshin! Bon Kurē renpatsu Batae Kenpo (友に(ナミ)変身！ボンクレ－連発バタエ拳法)                   | 23 de juny de 2002     | 14 d'agost de 2006         |
| Encara que en Mr. 2 Bon Kure hagi descobert la debilitat d'en Sanji, el pirata el derrota després d'una lluita de concordança de manera uniforme. Mentrestant, abans que el palau reial sigui destruït per ordres de la Vivi, en Crocodile apareix. |                    | |                        |                            |
| 117 | 25                 | El Climatac, l'arma climàtica de la Nami Nami no senpū chūihō! Kurima Takuto sakuretsu (ナミの旋風注意報！クリマタクト炸裂)                                      | 30 de juny de 2002     | 15 d'agost de 2006         |
| La Nami s'enfronta a la Miss Primer de Gener, la propietaria de la Fruita del Diable Toge Toge no Mi i tracta de descobrir la seva nova arma que l'Usopp va fer per a ella abans que arribessin a Alabasta, el Clima Tact. |                    | |                        |                            |
| 118 | 26                 | El secret de la família reial, la mil·lenària arma Plutó Ōke ni tsutawaru himitsu! Kodai heiki Puruton (王家に伝わる秘密！古代兵器プルトン)                      | 14 de juliol de 2002   | 16 d'agost de 2006         |
| En Crocodile li revela a la Vivi sobre l'antiga arma Plutó. La Nami intenta derrotar a la Miss Primer de Gener amb el seu atac més poderós: el Temps de Llamps. |                    | |                        |                            |
| 119 | 27                 | El secret d'un gran espadatxí, el poder de tallar acer amb el sabre Gōken no gokui! Kōtetsu o kiru chikara to mono no kokyū (豪剣の極意！鋼鉄を斬る力と物の呼吸) | 21 de juliol de 2002   | 17 d'agost de 2006         |
| Mentre que la Nami guanya a la Miss Primer de Gener, en Zoro està tenint un moment difícil a la lluita contra en Mr. 1: un home que té la Fruta del Diable Supa Supa no Mi, pot fer que el seu cos es faci d'acer, un material que en Zoro no pot tallar. Com que en Zoro s'apropa a la mort, descobreix el secret de la respiració de totes les coses, al final l'aconsegueix tallar, però queda greument ferit. |                    | |                        |                            |
| 120 | 28                 | En Koza alça la bandera blanca, final de la batalla Tatakai wa owatta! Kōza ga kakage ta shiroi hata (戦いは終わった！コーザが掲げた白い旗)                      | 4 d'agost de 2002      | 18 d'agost de 2006         |
| En Crocodile revela que ell ha posat en marxa una bomba que farà explotar tota la plaça central d'Alubarna. La Guàrdia Tsumegeri apareix, després d'haver begut un tipus prohibit d'aigua anomenat Aigua Hero que els ha fet més fort, però els ha reduït la vida a cinc minuts. En Crocodile es posa a un lloc on ells no poden arribar i moren pels efectes de l'aigua. Després la Vivi li explica el pla d'en Crocodile a en Kohza. Ell intenta aturar la lluita mostrant la bandera blanca, però un membre de la Banda Baroque infiltrat en l'Exèrcit Reial el dispara, cosa que fa que els de l'Exèrcit Rebel no vulguin lluitar.                                                                       |                    | |                        |                            |
| 121 | 29                 | El retorn de l'heroi Bibi no koe no yukue! Eiyū wa maiori ta! (ビビの声の行方！英雄は舞い降りた！)                                                               | 11 d'agost de 2002     | 21 d'agost de 2006         |
| En Kohza intenta aturar l'Exèrcit Rebel, però estan lluitant de nou amb l'exèrcit Reial per una intervenció de la Banda Baroque. La Vivi se salva d'una mort segura, ja que en Ruffy ve volant amb en Pell i la salva agafant-la a l'aire. En Ruffy desafia a en Crocodile a una altra baralla, aquest cop utilitzant el "Ruffy d'aigua". |                    | |                        |                            |
| 122 | 30                 | Cocodril de sorra i Ruffy d'aigua. El duel de dos assalts Suna wani to mizu Rufi! Kettō 2 Raundo (砂ワニと水ルフィ！決闘第２ラウンド)                            | 18 d'agost de 2002     | 22 d'agost de 2006         |
| En Ruffy lluita contra en Crocodile de nou, aquesta vegada però amb més èxit, ja que aquest cop fa servir aigua. Tot i això, perd quan en Crocodile l'asseca. Mentrestant els altres Barret de Palla, la Vivi i en Pell estan buscant desesperats la bomba que explotarà a la plaça. La Nico Robin porta al rei a la tomba reial, on el Poneglyph del Plutó està amagat, tot i que allà no en fa referència i només hi ha la història d'Alabasta, segons la Nico Robin |                    | |                        |                            |
| 123 | 31                 | En Ruffy corre cap a la tomba de la família reial Wanippoi! Ōke no haka e hashire Rufi! (ワニっぽい！王家の墓へ走れルフィ！)                                     | 25 d'agost de 2002     | 23 d'agost de 2006         |
| En Crocodile arriba a la tomba reial on està la Nico Robin i li ordena que tradueixi el Poneglyph. La Nico Robin se'l llegeix i va traduint i diu que no hi ha informació sobre el Plutó, només la història d'Alabasta. En Crocodile l'apunyala perquè diu que ja no li serveix de res. Quan en Ruffy es recupera de l'últim combat va a la tomba per trobar a en Crocodile. |                    | |                        |                            |
| 124 | 32                 | El malson imminent i la base secreta de la banda Sand-Sand Akumu no toki semaru! Koko wa Suna Suna dan himitsu kichi (悪夢の時迫る！ここは砂砂団秘密基地)        | 1 de setembre de 2002  | 24 d'agost de 2006         |
| En Ruffy lluita contra en Crocodile utilitzant la sang que té als punys, ja que així també el pot pegar com si es tractés d'aigua (perquè la sang també és líquida). Mentrestant la Vivi troba la bomba i s'ajunta amb els Barret de Palla. La bomba està a la torre del rellotge i ja no hi són a temps de pujar, però en Sanji i en Zoro ja s'hi estan enfilant (en Zoro estava pujant perquè li havien dit que anés al nord...). |                    | |                        |                            |
| 125 | 33                 | En Pell, el déu guardià del regne Idai naru tsubasa! Waga na wa kuni no shugojin Peru (偉大なる翼！我が名は国の守護神ペル)                                       | 8 de setembre de 2002  | 25 d'agost de 2006         |
| La Vivi ha trobat la bomba a l'interior de la torre del rellotge, però hi ha en Mr. 7 i la Miss Dia del Pare de la Banda Baroque que són allà per activar la bomba. Gràcies a un pla de la Nami per fer-los pujar, la Vivi arriba a dalt, els derrota i talla la metxa aconseguint que no es dispari. Després s'adona que la bomba no es pot aturar tan fàcilment, ja que té un temporitzador. En Crocodile diu que el va posar perquè un pla perfecte ha de comptar també de plans B per si falla. Arriba en Pell i després d'acomiadar-se de la Vivi recordant vells temps (en un salt enrere), agafa la bomba i se l'emporta volant. Quan surt de l'àrea on hi ha la tempesta de sorra, la bomba explota. |                    | |                        |                            |
| 126 | 34                 | Victòria! La pluja torna a Alabasta Koe te iku! Arabasuta ni ame ga furu! (越えていく！アラバスタに雨が降る！)                                                   | 15 de setembre de 2002 | 28 d'agost de 2006         |
| En Ruffy aconsegueix derrotar a en Crocodile amb un cop de puny mullat de sang perquè el shichibukai no pugui tornar-se sorra. Quan en Crocodile cau, comença a ploure a Alabasta, i tothom es queda content. |                    | |                        |                            |
| 127 | 35                 | Adéu a les armes. Pirates i una mica de justícia Buki yo saraba! Kaizoku to ikutsuka no masayoshi (武器よさらば！海賊といくつかの正義)                           | 6 d'octubre de 2002    | 29 d'agost de 2006         |
| Ara que la batalla ha acabat, el resultat s'anota. L'Igaram apareix tot donant una sorpresa al rei Cobra, també el sorprèn el que en Kohza està dient. La Tashigi i l'Smoker són recompensats per la Marina pujant de càrrec per haver derrotat a en Crocodile, però cap d'ells creu que és correcte, tenint en compte que els Pirates del Barret de Palla van fer tot el treball. |                    | |                        |                            |
| 128 | 36                 | El banquet dels pirates i el pla per escapar-se d'Alabasta Kaizoku tachi no utage to Arabasuta dasshutsu sakusen! (海賊たちの宴とアラバスタ脱出作戦！)           | 6 d'octubre de 2002    | 30 d'agost de 2006         |
| En Ruffy és rescatat de la tomba on va combatre amb en Crocodile per en Cobra, que el porta al palau perquè descansi. Quan es desperta, un magnífic banquet es produeix per als pirates. A continuació, els Pirates del Barret de Palla se'ls convida a banyar-se als banys del palau. Els pirates proposen a la Vivi que vingui amb ells, i li comenten que l'endemà d'hora al matí haurà d'estar a punt per ser una més de la tripulació. Ells marxen a la nit perquè, si no, els podrien enxampar els de la Marina. |                    | |                        |                            |
| 129 | 37                 | La Vivi explica la seva aventura Hajimari wa ano hi! Bibi ga kataru bōken tan (始まりはあの日！ビビが語る冒険譚)                                                 | 20 d'octubre de 2002   | 31 d'agost de 2006         |
| Ara que ja s'ha acabat la guerra, la Vivi ha de fer un discurs davant de tot el poble perquè serà reina. La Vivi va a la costa per dir-los a en Ruffy i als seus companys que no els acompanyarà en l'aventura. Mentrestant, en Mr. 2 Bon Kure i la seva tripulació fan un pla de parany perquè els de la Marina no enxampin els Pirates del Barret de Palla i utilitzen les seves habilitats en l'ocultació per atraure a la Capitana Hina de la Marina, al final, deixen escapar als Barrets de Palla. |                    | |                        |                            |
| 130 | 38                 | Fragància perillosa. La setena membre és la Nico Robin Kiken na kaori! Nana nin me wa Niko Robin! (危険な香り！七人目はニコ・ロビン！)                           | 27 d'octubre de 2002   | 1 de setembre de 2006      |
| La Nico Robin (exagent de la Banda Baroque, Miss Tot Diumenge) apareix de dintre del Going Merry fent com si ja fos de la tripulació. Com que és molt intel·ligent, ja coneix tots els punts febles de tots els tripulans i al final s'espavila. Tots, menys en Zoro —que no està massa convençut d'ella—, estan encantats de tenir-la a bord. A Alabasta, en Pell surt d'un hospital i veu la seva tomba. |                    | |                        |                            |